# John Davis Long
Pour les articles homonymes, voir John Long (homonymie), John Davis, Davis et Long.
John Davis Long, né le 27 octobre 1838 à Buckfield (Maine) et mort le 28 août 1915 à Hingham (Massachusetts), est un juriste, écrivain et homme politique américain. Membre du républicain, il est lieutenant-gouverneur du Massachusetts entre 1879 et 1880, gouverneur du Massachusetts entre 1880 et 1883, représentant du Massachusetts entre 1883 et 1889 puis secrétaire à la Marine entre 1897 et 1902 dans l'administration du président William McKinley et dans celle de son successeur Theodore Roosevelt.

## Biographie
Né à Buckfield (Maine) dans le Maine, John Davis Long reçoit une formation d'avocat à l'université Harvard, et s'installe à Hingham dans le Massachusetts. Il commence à militer dans le cadre du Parti républicain pendant les années 1870, et il est élu représentant à la Cour générale du Massachusetts. Son ascension est rapide : il est élu lieutenant-gouverneur du Massachusetts en 1879, et gouverneur du Massachusetts en 1880. Il défend, pendant les trois ans de ce dernier mandat, quelques réformes sans grande envergure[réf. nécessaire].
Il revient à son premier métier lorsque son ami le président William McKinley, lui propose, en 1896, de devenir membre de son cabinet. Il accepte, quoiqu'il n'ait pas une grande expérience des questions maritimes, le poste de secrétaire à la Marine. Il s'y affronte avec son sous-secrétaire Theodore Roosevelt à propos de l'extension des forces navales, mais finit par s'y convertir quand la guerre hispano-américaine éclate en 1898. Il quitte son poste lorsque Theodore Roosevelt devient président des États-Unis, et revient une nouvelle fois à son premier métier. Il meurt chez lui en 1915.
Son œuvre littéraire comprend son journal personnel, une histoire de la Guerre hispano-américaine et une traduction en vers de l'Énéide de Virgile.